# Paul Bernewitz
Paul Bernewitz (* 1997 in Leipzig) ist ein deutscher Jazzmusiker (Piano, Komposition).

## Leben und Wirken
Bernewitz, der in einer Musikerfamilie aufwuchs, erhielt bereits im Alter von fünf Jahren klassischen Klavierunterricht. Er gehörte dem Thomanerchor an. Schon bald interessierte er sich für Jazz, sammelte erste Banderfahrungen und begann zu komponieren. Mit 15 Jahren erhielt er Jazzklavierunterricht bei Ralf Schrabbe; es folgte Unterricht bei Michael Wollny, Philip Frischkorn und Sebastian Sternal sowie ein Meisterkurs bei Aaron Goldberg. Im Wettbewerb Jugend jazzt belegte er 2014 den 1. und 2. Preis. 2018 erhielt er einen Förderpreis bei Jugend komponiert, der ihm die Teilnahme an der Kompositionswerkstatt der Jeunesses Musicales ermöglichte. Zunächst studierte er in Dresden und Leipzig Klavier und Musikwissenschaften, um seit 2019 an der Hochschule für Musik Nürnberg den Bachelor Jazzpiano bei Rainer Böhm zu absolvieren.
Bernewitz verfasste 60 Klavierminiaturen, Kunstlieder, Choräle und Kammermusik. Zunächst nahm er ein Soloalbum mit seinen Klavierminiaturen sowie ein Duo-Album mit dem Sänger Emil Wahlgren auf. Bei Unit Records erschien 2022 das Album Someday mit seinem Nürnberger Sextett, zu dem die Saxophonisten Paul Scheugenpflug und Michael Reiß, die Vokalistin Regina Heiß, die Bassistin Amelie-Marie Richarz und der Schlagzeuger Jonas Sorgenfrei gehören.
Neben seiner musikalischen Tätigkeit schreibt Bernewitz Gedichte; 2019 gründete er die Literaturzeitschrift „Literarische Blätter. Plattform für Gegenwartsliteratur“, die monatlich erscheint und die er bis heute leitet und herausgibt.